# Kanton Nizza-10
Der Kanton Nizza-10 (frz. Canton de Nice-10) ist ein ehemaliger französischer Wahlkreis im Arrondissement Nizza, im Département Alpes-Maritimes und in der Region Provence-Alpes-Côte d’Azur. Er bestand von 1973 bis 2015 und umfasste einen Bereich im Südwesten der Stadt Nizza.

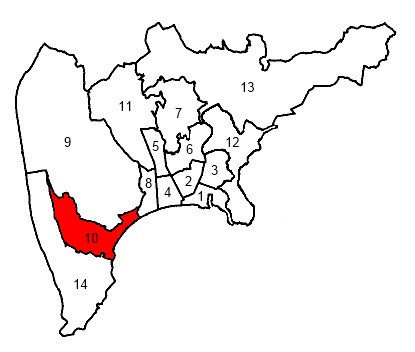
Lages des Kantons im Stadtgebiet von Nizza